# Ricardo Antonio Torres
Ricardo Antonio Torres Arguelles (5 de enero de 1967) es un nadador panameño. Compitió en tres eventos en los Juegos Olímpicos de 1992.

## Biografía
Torres compitió en los Juegos Olímpicos de Barcelona 1992, en donde compitió en 3 pruebas, participó en los 100 metros braza quedándose en la posición cuarenta y uno en la primera ronda con 1:06.05 minutos, en los 200 metros braza quedándose en la posición treinta y cuatro en la primera ronda con 2:21.93 minutos y en los 200 metros combinado individual quedándose en la posición cuarenta y uno en la primera ronda con 2:12.01 minutos.